# Hvordan vi slipper af med de andre
Hvordan vi slipper af med de andre (internationaal uitgebracht als How to Get Rid of the Others) is een Deense komische dramafilm uit 2007, waarin de satirische elementen met name liggen in de absurditeit van de gebeurtenissen. De regie was in handen van Anders Rønnow Klarlund.

## Verhaal
In een fictieve versie van Denemarken wordt er een nieuwe wet aangenomen, de Nieuwe Kopenhagen Criteria (NKC). Daar komt de zwaarwichtige Gerda (Lene Tiemroth) achter wanneer ze om hulp belt nadat ze gestrand is met haar scootmobiel. In plaats van hulp, komt er een legerdivisie die haar meeneemt en opsluit in een gymzaal samen met Ole (Tommy Kenter), China (Rasmus Botoft), John (Poul Glargaard), Nancy (Lene Poulsen), Melanie (Marie Caroline Schjeldal) en Sidse (Louise Mieritz).
De nieuwe wet is aangenomen omdat er is besloten dat Denemarken maar eens een keer afmoet van het 'uitschot' van de samenleving. Behalve bovengenoemd zevental, blijken er duizenden mensen opgepakt te zijn in afwachting van een beoordeling van hun waarde voor de maatschappij. De zeven zullen worden verhoord en beoordeeld door ambtenaar Folke (Søren Fauli) en militair Christian (Søren Pilmark). Door middel van de regels in de NKC wordt zo Denemarken gezuiverd van de bevolking die de samenleving enkel belast, ten bate van de fatsoenlijke mensen. Indien iemand aan meerdere criteria in de NKC voldoet, is hij/zij schuldig en krijgt hij/zij de doodstraf.
Sidse blijkt een van de mensen die verantwoordelijk zijn geweest voor het ontstaan van de NKC als wetgeving. Zij is nu echter anoniem geïnfiltreerd onder de gevangenen om er zo veel mogelijk aan geldige excuses te helpen. Militair Christian vindt de NKC eigenlijk te walgelijk voor woorden, maar schept genoegen in de schuld die de bedenkers nu moeten dragen omdat ze zich verheven voelden boven anderen.

## Regels 'Nieuwe Kopenhagen Criteria'
De volgende regels worden in de film duidelijk als indicatie dat een persoon in dit Denemarken meer een last voor dan een toevoeging aan de samenleving is:
- de staat enkel geld kosten zonder zelf bij te dragen
- het ontvangen en accepteren van onterechte subsidies
- subsidies gebruiken voor persoonlijk gewin in plaats van voor de opgegeven doelstelling
- het ontvangen van een onterecht verkregen uitkering
- het uitbuiten van mensen voor bijvoorbeeld de seksindustrie
- het krijgen van kinderen zonder ervoor te (kunnen) zorgen en deze fatsoenlijk op te voeden
- onnodige medische ingrepen ondergaan, zoals plastische chirurgie enkel om de cosmetische waarde
- het oplichten van fatsoenlijke mensen of overheidsdiensten
- zwartwerken
- criminele activiteiten gepleegd hebben zonder daarvoor gestraft te zijn

## Trivia
- De film won de International Fantasy Film Award op filmfestival Fantasporto (Portugal).
- De film ging in Nederland op 19 april 2007 in première op het Amsterdam Fantastic Film Festival.